# 킬링 로맨스
《킬링 로맨스》는 2023년에 개봉한 대한민국의 영화이다.

## 캐스팅

### 주연
- 이하늬 : 황여래 역
- 이선균 : 조나단 역
- 공명 : 김범우 역

### 그 외 출연
- 배유람 : 이영찬 역
- 앤드류 비숍 : 밥 역
- 심달기 : 보리 / 타조 (목소리) 역
- 데비 리드 : 노파 / 미국할머니 역
- 백현미 : 수잔 A 역
- 백현숙 : 수잔 B 역
- 최준규 : 우현 역
- 신민재 : 태경 역
- 주광현 : 오수 역
- 강학수 : 재수학원강사 역
- 서정식 : 송 감독 역
- 임정은 : 김 대표 역
- 김영현 : 분식집 사장 역
- 황대기 : 분식집 알바생 역
- 서영삼 : 회사원 1 (술집) 역
- 손승훈 : 리포터 역
- 박찬영 : 박 의원 역
- 윤세웅 : 윤 의원 역
- 유상흘 : 유 의원 역
- 최종윤 : 영화사 직원 1 역
- 정윤하 : 영화사 직원 2 역
- 장태훈 : 영화사 직원 3 역
- 김준 : 아이 (응급실) 역
- 하은서 : 아이엄마 (응급실) 역
- 김원진 : 김 사장 역
- 홍성보 : 홈쇼핑호스트 역
- 피어스 콘란 : 사령관 (낯선자들) 역
- 한상철 : 화살남 역
- 브라이언 부코 : 엘비스 프레슬리 역
- 버키 : 윌리엄 역
- 이은주 : 범우모 역
- 김상욱 : 범우부 역
- 이서이 : 범우누나 1
- 오윤수 : 범우누나 2 역
- 조현진 : 피라시전단지남 역
- 심우성 : 조나단 부하 1 역
- 노세현 : 조나단 부하 2 역
- 홍기주 : 조나단 부하 3 역
- 원진호 : 조나단 부하 4 역
- 최민국 : 조나단 부하 5 역
- 유용국 : 조나단 부하 6 역
- 신용식 : 조나단 부하 7 역
- 오인환 : 조나단 부하 8 역
- 안정호 : 조나단 부하 9 역
- 한지호 : 조나단 부하 10 역
- 조청원 : 조나단 부하 11 역
- 김재호 : 조나단 부하 12 역
- 조지안 : 재수학원 학생 1 역
- 윤미리 : 재수학원 학생 2 역
- 유동훈 : 재수학원 학생 3 역
- 조덕희 : 재수학원 학생 4 역
- 박상원 : 영화사 직원 4 역
- 김진서 : 영화사 직원 5 역
- 우성실 : 영화사 직원 6 역
- 김현정 : 영화사 직원 7 역
- 허지원 : 영화사 직원 8 역
- 손승훈 : 리포터 역
- 이순성 : 리포터 2 역
- 권정우 : 리포터 3 역
- 손수호 : 리포터 4 역
- 이유진 : 리포터 5 역
- 손태오 : 레드카펫 기자 1 역
- 이주성 : 레드카펫 기자 2 역
- 강건희 : 레드카펫 기자 3 역
- 김규석 : 레드카펫 기자 4 역
- 송지훈 : 레드카펫 기자 5 역
- 송태완 : 응급실 환자 1 역
- 최한솔 : 응급실 환자 2 역
- 조애리 : 응급실 환자 3 역
- 이상진 : 응급실 환자 4 역
- 윤태진 : 응급실 환자 5 역
- 김지은 : 응급실 보호자 1 역
- 안재혁 : 구급대원 1 역
- 하영진 : 구급대원 2 역
- 정동현 : 응급실 의사 1 역
- 손주영 : 응급실 간호사 1 역
- 장희라 : 응급실 간호사 2 역
- 윤지명 : 찜질방 손님 1 역
- 유요한 : 찜질방 손님 2 역
- 손선아 : 찜질방 손님 3 역
- 곽정길 : 찜질방 손님 4 역
- 이금례 : 찜질방 손님 5 역
- 정지민 : 엠씨스퀘어 학생 역
- 김윤숙 : 홈파티 손님 1 역
- 허연일 : 홈파티 손님 2 역
- 김춘기 : 홈파티 손님 3 역
- 주빛 : 홈파티 보좐관 1 역
- 곽장륜 : 엘비스밴드 1 역
- 제현수 : 엘비스밴드 2 역
- 진범일 : 홈파티 사진사 1 역
- 조승원 : 영화관 손님 1 역
- 차유주 : 영화관 손님 2 역
- 박은철 : 영화관 손님 3 역
- 염승철 : 홈쇼핑 스텝 1 역
- 정경천 : 홈쇼핑 스텝 2 역
- 김륜희 : 홈쇼핑 스텝 3 역
- 임현정 : 홈쇼핑 스텝 4 역
- 모일영 : 다리 위 시민들 역
- 진성현 : 다리 위 시민들 역
- 한성관 : 다리 위 시민들 역
- 임유진 : 다리 위 시민들 역
- 키키 : 길고양이 역
- 우동 : 길고양이 역
- 검비르 만 쉬래스터 : 원주민 1 역
- 가이 톰슨 : 원주민 2 역
- 드미트리 주바레브 : 원주민 3 역
- 제프 가뎃 : 원주민 4 역
- 비제이 쿠마 야다브 : 원주민 5 역
- 말론 오란다 : 원주민 6 역
- 가우라브 샤르마 : 원주민 7 역
- 디앤소니 피츠제럴드 넬슨 주니어 : 원주민 8 역
- 리차드 에어드 : 원주민 9 역
- 유네스 보라카디 : 콸라경찰 역
- K타이거즈 : 태권퍼포먼스 역
- 오정세 : 찜질방 사장 역 (우정출연)
- 최덕문 : 최 대표 역 (특별출연)

## 참고사항
- 이선균, 이하늬는 2010년에 방송된 MBC 월화드라마 《파스타》 이후로 13년만에 재회하게 된 작품의 계기가 되었다.
- 이하늬, 공명은 2019년에 개봉한 영화 《극한 직업》 이후로 4년만에 재회하는 작품이다.

## 수상 목록
- 2023년 제43회 한국영화평론가협회상 영평 10선 (킬링 로맨스)